# Ayumi Kaihori
Ayumi Kaihori (海堀 あゆみ, Kaihori Ayumi), née le 4 septembre 1986 dans la Préfecture de Kyōto, est une footballeuse internationale japonaise évoluant au poste de gardienne de but. Elle compte 53 sélections en équipe du Japon. 

## Biographie

### Carrière internationale
Ayumi Kaihori fait ses débuts en équipe première en 2008.  Elle remporte la Coupe du monde de football féminin 2011, apparaissant à tous les matchs dont la finale remportée face aux États-Unis, où elle se met en évidence en arrêtant deux tirs lors de la séance de tirs au but. 

## Palmarès

### En club
- Vainqueur du Championnat du Japon de football féminin en 2011[3], 2012 et 2013 avec l'INAC Leonessa
- Vainqueur de la Coupe du Japon de football féminin en 2010, 2011, 2012, 2013 et 2015 avec l'INAC Leonessa

### En sélection nationale
- Vainqueur de la Coupe du monde de football féminin 2011
- Médaille d'argent aux Jeux olympiques d'été de 2012
- Finaliste  de la Coupe du monde de football féminin 2015